# Brachypogon spinosissimus
Brachypogon spinosissimus är en tvåvingeart som beskrevs av Clastrier 1989. Brachypogon spinosissimus ingår i släktet Brachypogon och familjen svidknott.
Artens utbredningsområde är Guinea. Inga underarter finns listade i Catalogue of Life.